# Steven Vandeput
Steven Vandeput (Hasselt, 30 marzo 1967) è un politico belga, membro della Nuova Alleanza Fiamminga. Ministro della difesa e del servizio civile del governo Michel I dall'11 ottobre 2014 al 12 novembre 2018.

## Formazione
Come allievo presso la Katholieke Universiteit Leuven, è stato eletto nel 1988 come candidato alla presidenza della Katholiek Vlaams Hoogstudentenverbond. Si è laureato nel 1992 all'Economische Hogeschool Limburg con licenza in Business and Financial Sciences, opzione KMO Management. Successivamente, dopo aver lavorato nell'ambito degli affari famigliari, ha costruito una carriera come imprenditore indipendente.

## Carriera politica
È diventato presidente provinciale della N-VA per il Limburgo. Nelle elezioni federali belghe del 2010 è stato eletto come rappresentante parlamentare. 
  
Nel governo Michel è stato nominato ministro della Difesa e del Servizio Civile a metà ottobre 2014, incarico che lascia nel 2018 per diventare sindaco di Hasselt, gli succede al ministero della difesa Sander Loones.

## Vita privata
Vandeput vive a Hasselt, è sposato ed è padre di due figli. Come hobby naviga ed è membro del Vlaamse Vereniging voor Watersport.